# خودسامانی نانوذرات

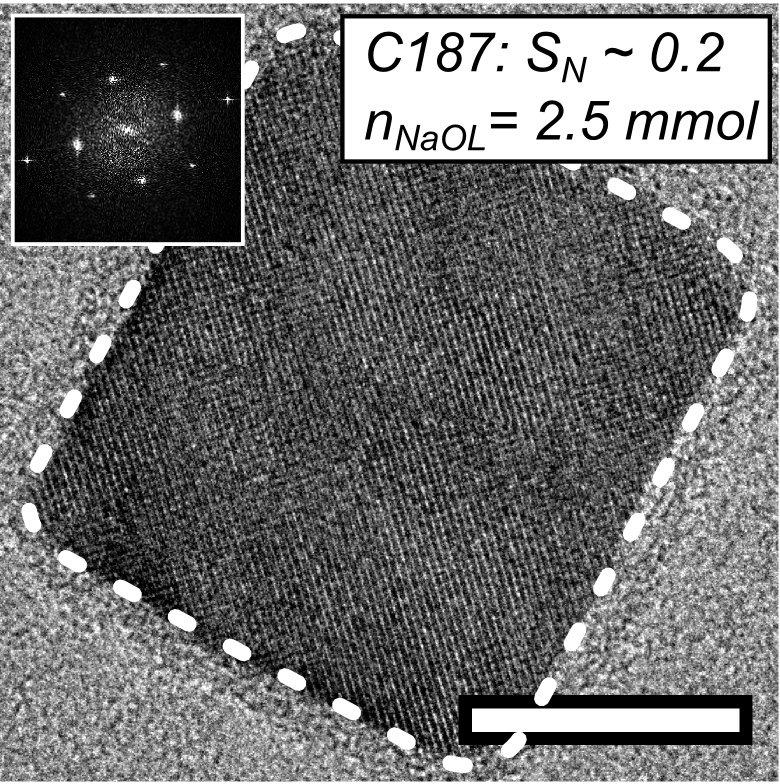
تصویر میکروسکوپ الکترونی عبوری از یک نانوذره اکسید آهن. نقاط مرتب شده به‌طور منظم در مرز شکست ستون‌هایی از اتم‌های Fe هستند. الحاق چپ الگوی مربوط به پراش الکترون است. نوار مقیاس: ۱۰ نانومتر

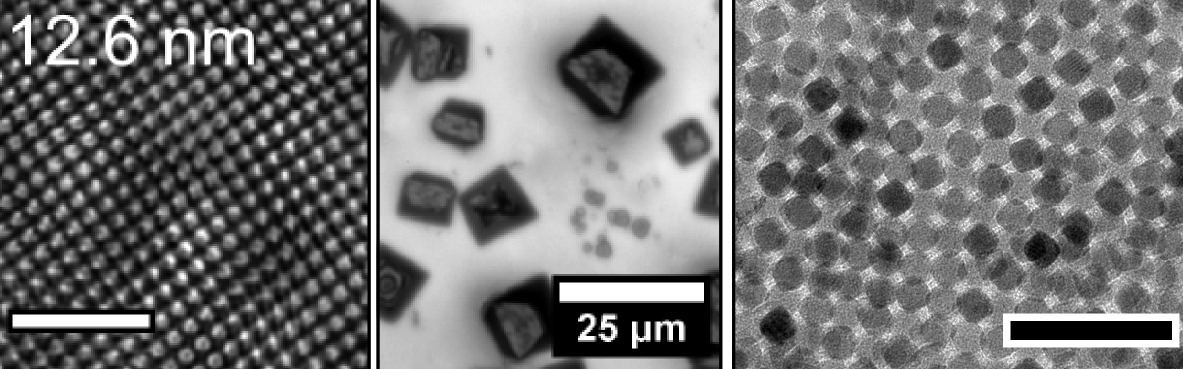
نانوذرات اکسید آهن را می‌توان در یک حلال آلی مانند (تولوئن) پراکنده کرد. پس از تبخیر آن، آنها ممکن است خود را ترمیم کنند (پانل‌های چپ و راست) به مزوکریستال‌ها (میانه) به اندازه میکرون (چند لایه) (راست). هر نقطه در تصویر سمت چپ یک کریستال سنتی «اتمی» است که در تصویر بالا نشان داده شده‌است. میله‌های مقیاس: ۱۰۰ نانومتر (چپ)، ۲۵ میکرومتر (مرکز)، ۵۰ نانومتر (راست).

نانوذرات، به گونه‌ای از طبقه‌بندی می‌شوند که حداقل یکی از سه بعد آن در محدوده ۱–۱۰۰ نانومتر باشد. اندازه کوچک نانوذرات به آنها امکان می‌دهد ویژگی‌های منحصر به فردی داشته باشند که ممکن است در مقیاس بزرگ امکان‌پذیر نباشد. خودسامانی زیرواحدهای کوچکتر است تا الگوهای بزرگتر و منظمی را تشکیل دهد. برای نانوذرات، این مجموعه خودآرایی نتیجه تعاملات بین ذرات با هدف دستیابی به تعادل ترمودینامیکی و کاهش انرژی آزاد سیستم است. تعریف ترمودینامیکی خودآرایی نخستین بار توسط نیکلاس ای. کوتو ارائه شد. وی خودآرایی را فرایندی توصیف می‌کند که در آن اجزای سیستم توزیع فضایی غیر تصادفی با توجه به یکدیگر و مرزهای سیستم را بدست می‌آورند. این تعریف به شما اجازه می‌دهد تا شارهای جرم و انرژی در فرایندهای خودآرایی را در نظر بگیرد.
خودسامانی را می‌توان به دو روش هدایت کرد. اولین مورد با دستکاری خواص ذاتی است که شامل تغییر جهت فعل و انفعالات یا تغییر شکل ذرات است. مورد دوم از طریق دستکاری خارجی با استفاده و ترکیب اثرات چندین نوع زمینه برای دستکاری عناصر سازنده در انجام آنچه که در نظر گرفته شده‌است. برای انجام صحیح این امر، سطح بسیار بالایی از جهت و کنترل مورد نیاز است و توسعه یک روش ساده و کارآمد برای سازماندهی مولکول‌ها و خوشه‌های مولکولی به ساختارهای دقیق و از پیش تعیین شده بسیار مهم است.

## تاریخ
در سال ۱۹۵۹، ریچارد فاینمن، فیزیکدان، سخنرانی با عنوان There's Plenty of Room at the Bottom را به انجمن فیزیکی آمریکا ارائه داد. او دنیایی را تصور کرد که در آن ما می‌توانیم اتم‌ها را یکی یکی تنظیم کنیم، درست همان‌طور که می‌خواهیم. این ایده زمینه را برای رویکرد سنتز پایین به بالا فراهم می‌کند که در آن اجزای سازنده با یکدیگر در تعامل هستند و ساختارهایی با مرتبه بالاتر را به روشی قابل کنترل تشکیل می‌دهند. مطالعه خودآرایی نانوذرات با تشخیص اینکه برخی از خصوصیات اتم‌ها و مولکول‌ها آنها را قادر می‌سازد تا خود را به صورت الگوها قرار دهند، آغاز شد. ساخت سنسورها یا تراشه‌های رایانه ای از جمله کاربردهای خودسامانی نانو ذرات است.

## کاربردها

### الکترونیک

مدل آرایه چند بعدی ذرات نانو. یک ذره می‌تواند دو چرخش داشته باشد، بالا یا پایین بچرخد. بر اساس جهت چرخش، ذرات نانو قادر به ذخیره ۰ و ۱ خواهند بود؛ بنابراین، مواد نانوساختار پتانسیل زیادی برای استفاده در آینده در دستگاه‌های الکترونیکی دارند.

خودسامانی ساختارها در مقیاس نانو کاربرد قدرتمند برای توسعه قطعات کوچک و قدرتمند الکترونیکی را فراهم کرده‌است. دستکاری اشیا در مقیاس نانو همیشه دشوار بوده‌است زیرا با تکنیک‌های مولکولی نمی‌توان آنها را مشخص کرد و برای مشاهده بصری بسیار کوچک هستند. اما با پیشرفت در علم و فناوری، اکنون ابزارهای زیادی برای مشاهده ساختارهای نانو وجود دارد. روش‌های تصویربرداری شامل میکروسکوپ پروب الکترونی، اسکن الکترونی و پروب، از جمله پروب ترکیبی اسکن الکترونی و ابزار کاوشگر نوری میدان نزدیک است. ابزارهای توصیف ساختار نانو شامل طیف میکروسکوپ نوری پیشرفته (خطی، غیرخطی، نوک تیز و پمپ کاوشگر) و اشعه ایکس و اشعه ایکس برای آنالیز سطح کلوئیدهای ذرات مونو پراکندگی دوبعدی خودآرا دارای یک پتانسیل قوی در ذخیره‌سازی مغناطیسی متراکم است. هر ذره کلوئیدی توانایی ذخیره اطلاعات را به عنوان دودویی شماره ۰ و ۱ پس از استفاده از آنها در یک میدان مغناطیسی قوی دارد. در ضمن، برای انتخاب ذره کلوئید به سنسور یا ردیاب در مقیاس نانو نیاز دارد. جداسازی میکرو فاز کوپلیمرهای بلوک نوید زیادی را به عنوان وسیله ای برای تولید نانو الگوهای منظم در سطوح نشان می‌دهد؛ بنابراین، آنها ممکن است کاربردی را به عنوان ابزاری جدید برای نانومواد و ساختارهای دستگاه نانو الکترونیک بدست آورند.

### دارونشانی
کوپلیمرهای بلوکی دسته ای کاملاً مطالعه شده و متنوع از مواد خودسامان هستند که توسط بلوک‌های پلیمری متمایز شیمیایی پیوند می‌خورند. این معماری مولکولی افزایش پیوند کووالانسی همان چیزی است که باعث می‌شود کوپلیمرهای بلوک به‌طور خود به خود الگوهای مقیاس نانو را تشکیل دهند. در کوپلیمرهای بلوکی، پیوندهای کووالانسی تمایل طبیعی هر یک از پلیمرهای جداگانه را از بین می‌برد (به‌طور کلی، پلیمرهای مختلف، دوست ندارند مخلوط شوند)، بنابراین مواد در عوض به یک الگوی نانو تبدیل می‌شوند. این کوپلیمرها توانایی جمع شدن خود به صورت میسل‌های یکنواخت و نانومتری و تجمع در تومورها از طریق افزایش نفوذپذیری و اثر احتباس را دارند.

### تصویربرداری از سلول
نانوذرات به دلیل روشنایی و پایداری در برابر نور، دارای برچسب گذاری و سنجش بیولوژیکی خوبی هستند؛ بنابراین، نانوذرات خاص مونتاژ شده می‌تواند به عنوان کنتراست تصویربرداری در سیستم‌های مختلف استفاده شود. همراه با پیوند دهنده‌های پلیمری، شدت فلورسانس نیز می‌تواند افزایش یابد. اصلاح سطح با گروه‌های عاملی همچنین می‌تواند منجر به برچسب زدن بیولوژیکی انتخابی شود. نانوذرات خودآرا شده نیز در مقایسه با سیستم‌های استاندارد دارورسانی سازگارتر هستند.